# Cordelia (bướm)
Cordelia là một chi bướm ngày thuộc họ Lycaenidae.